# Catostylus
Catostylus is een geslacht van neteldieren uit de familie van de Catostylidae.

## Soorten
- Catostylus cruciatus (Lesson, 1830)
- Catostylus mosaicus (Quoy & Gaimard)
- Catostylus ornatellus (Vanhöffen, 1888)
- Catostylus ouwensi Moestafa & McConnaughey, 1966
- Catostylus perezi
- Catostylus purpurus Mayer, 1910
- Catostylus tagi (Haeckel, 1869)
- Catostylus townsendi Mayer, 1915
- Catostylus tripterus (Haeckel, 1880)
- Catostylus turgescens (Schulze, 1911)
- Catostylus viridescens (Chun, 1896)
- Catostylus viridiscens (Chun)